# Cannone con 33 canne di Leonardo

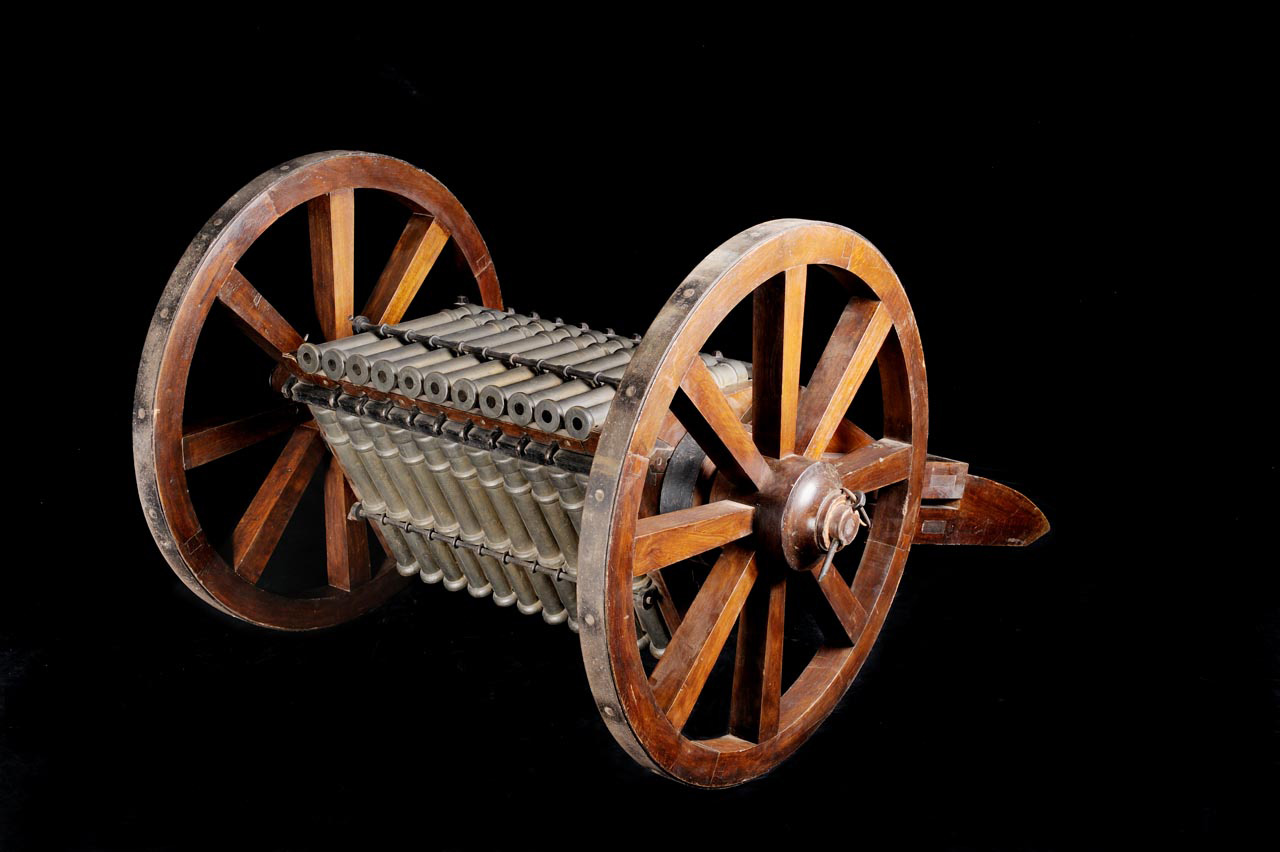
Cannone a trentatré canne di Leonardo, modello realizzato nel 1952-53 ed esposto al Museo nazionale della scienza e della tecnologia Leonardo da Vinci di Milano.

Il cannone con trentatré canne di Leonardo, detto anche organo a trentatré canne, è un progetto di Leonardo da Vinci per un cannone a trentatré piccole bocche da fuoco ad avancarica, presente in un foglio del Codice Atlantico assieme ad altri due cannoni.

## Descrizione

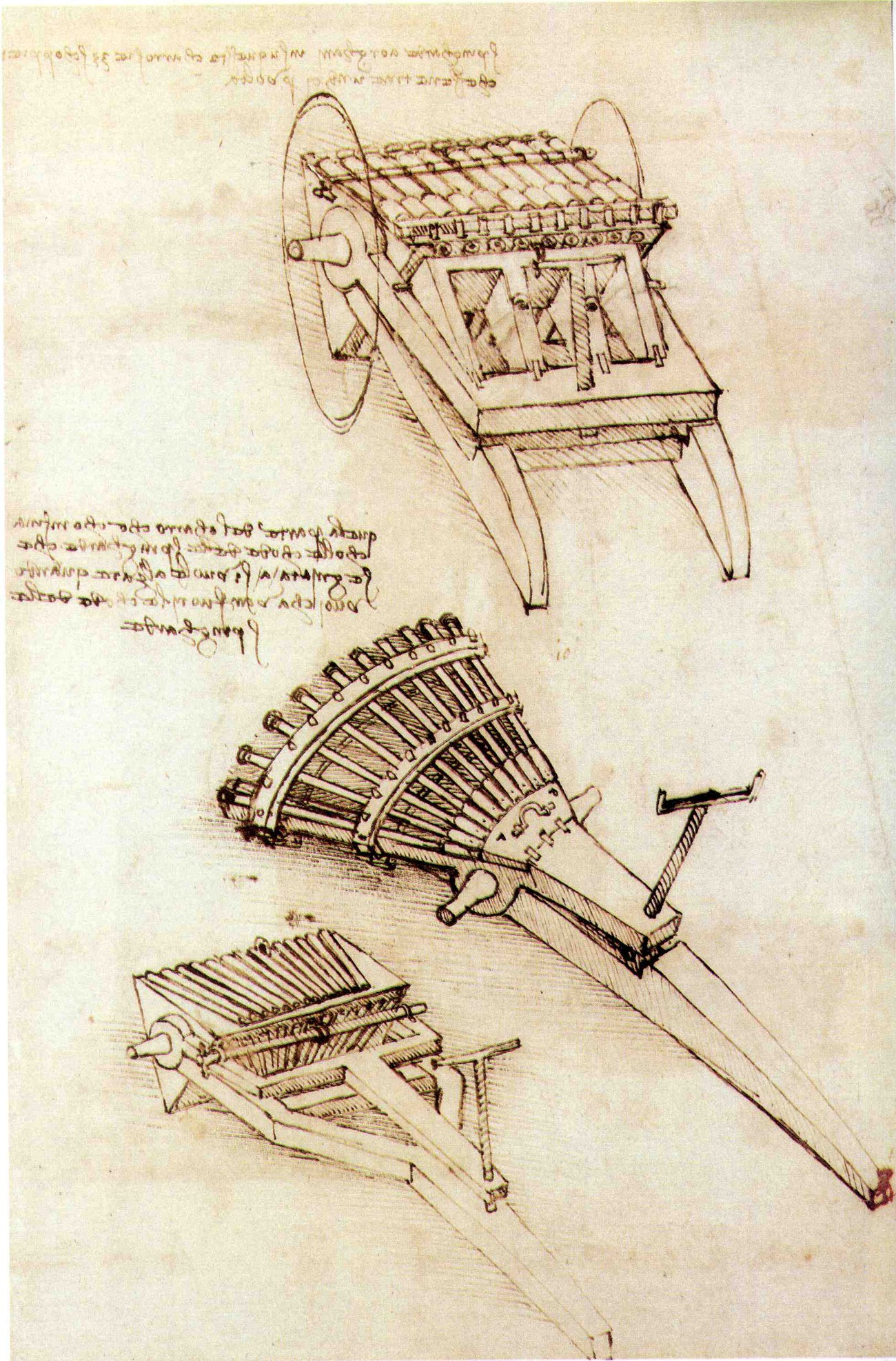
Il disegno di Leonardo

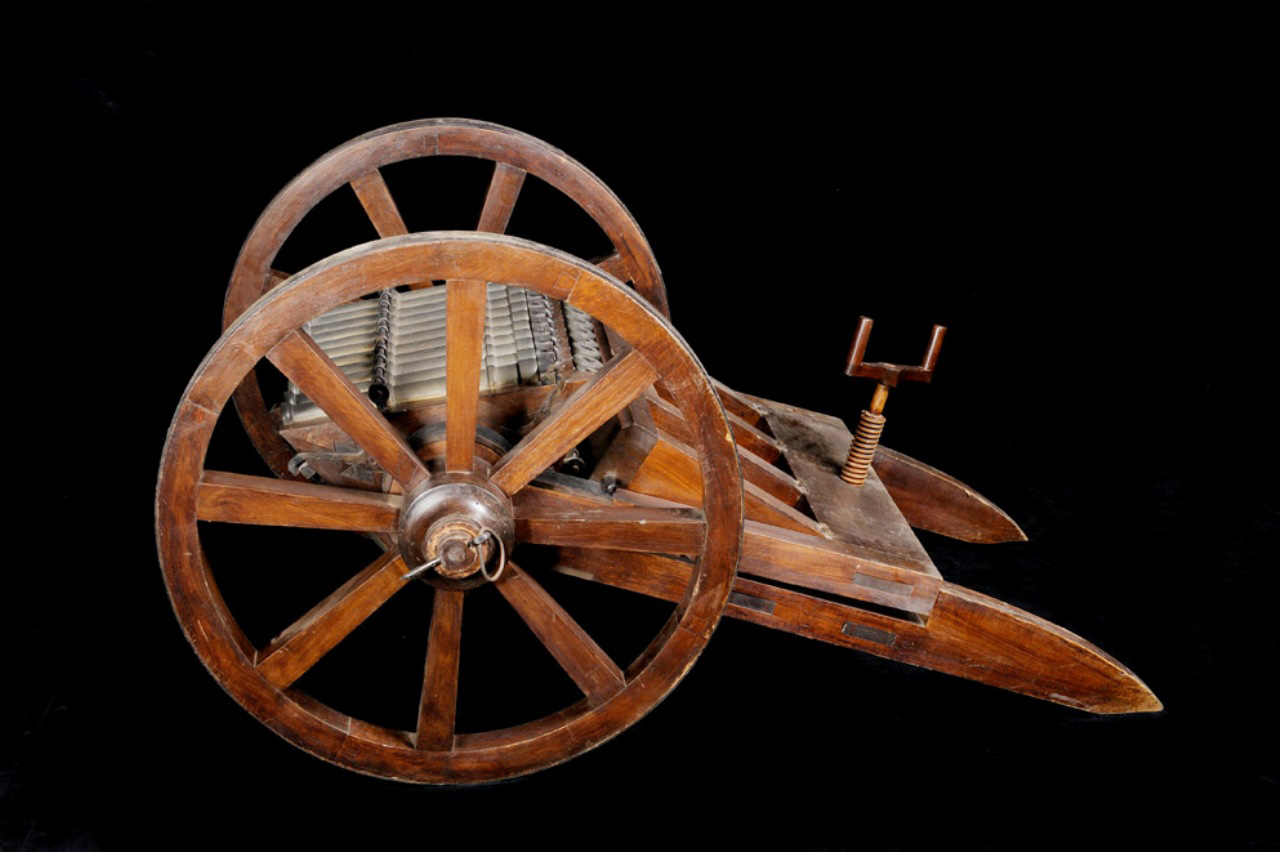
Vista laterale del modello al Museo della scienza di Milano

Questo modello rappresenta una batteria di cannoni costituita da trentatré piccole bocche da fuoco ordinate in tre file da 11 ciascuna su unico telaio rotante. Le bocche da fuoco ad avancarica sono fissate al telaio con una cerniera che ne permette la rotazione verso l'alto per il caricamento. Una vite senza fine è inserita nell'affusto.

## Funzione
Il cannone multiplo, ad avancarica e bocca da fuoco in bronzo, era destinata ad affiancare le azioni della fanteria.

## Modalità d'uso

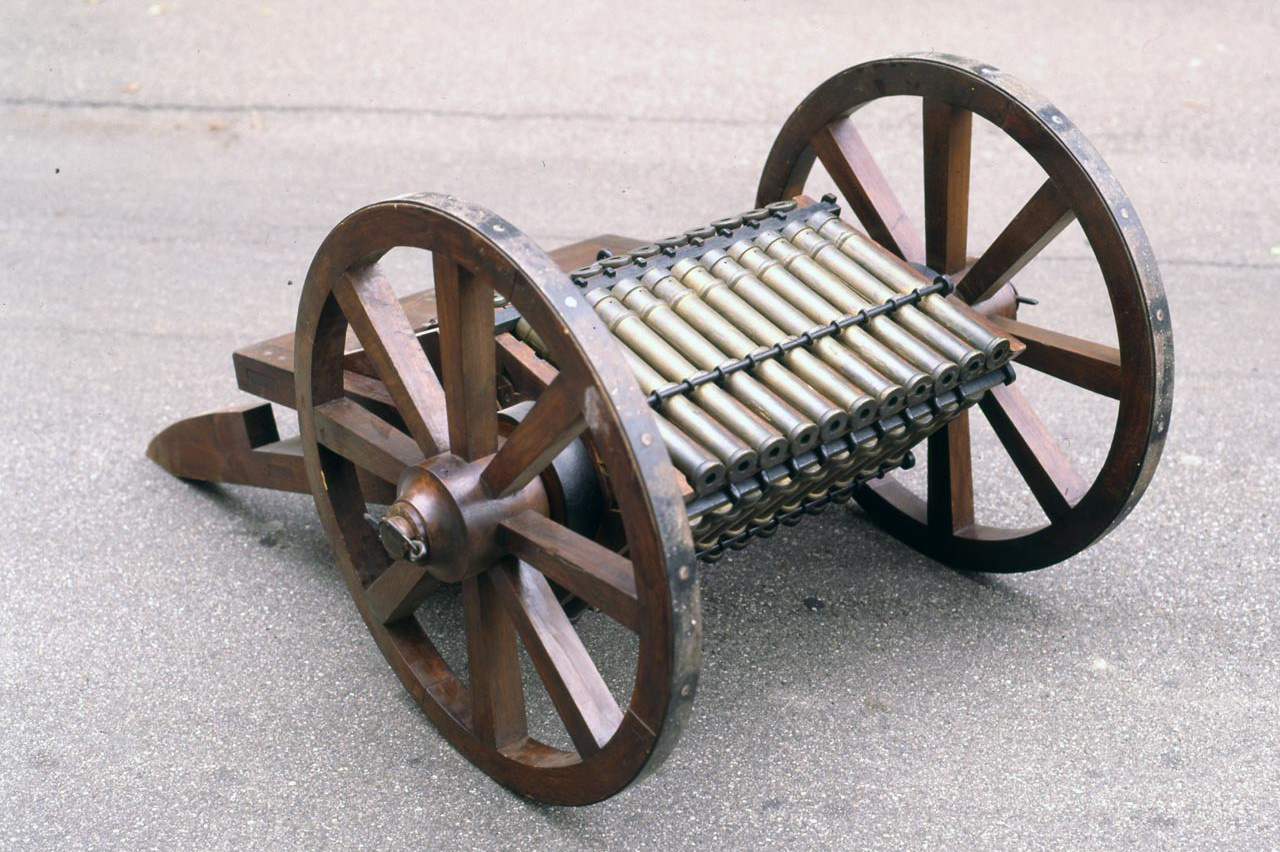
Modello del Museo della scienza di Milano

Scaricata la prima fila, l'artigliere avrebbe potuto successivamente mettere in posizione di fuoco la seconda e la terza. Una volta caricate, le canne sono trattenute in posizione da un'asta di metallo fissata ai lati mediante cavicchi. La vite senza fine permetteva di variare l'alzo del tiro.